# Kaborno
Kaborno (1934-1945 Kalborn) – wieś w Polsce położona w województwie warmińsko-mazurskim, w powiecie olsztyńskim, w gminie Purda. W latach 1975–1998 miejscowość administracyjnie należała do województwa olsztyńskiego. Wieś znajduje się w historycznym regionie Warmii. 

## Historia
W 1359 r. kapituła warmińska wystawiła przywilej lokacyjny Prusom, czterem braciom zwanumi Katyothen, na prawie chełmińskim wielki obszar lasu zwany Absmedie (w tłumaczeniu z pruskiego - las osikowy), liczący 130 łanów (około 2183 ha). Długi okres wolnizny - 18 lat - wskazuje, że osadnictwo zaczynało się „na surowym korzeniu” i wymagało uprzedniego karczunku puszczy. W przywileju lokacyjnym wyznaczono obowiązek lenny w postaci wystawiania 4 służb konnych w zbroi. Bracia mieli prawo połowu ryb w Jeziorze Linowskim i budowy młyna (wybudowany na południowo-wschodnim brzegu Jeziora Linowskiego, na początku XIX w. młyn przestał funkcjonować). Najstarszy z braci o imieniu Nadraw otrzymał pas rycerski. Na tym terenie bracia założyli kilka wsi szlacheckich – Trękus, Trękusek, Kaborno i Wyrandy.
Roku 1656 wieś obejmowała 30 włók, zamieszkana była przez 10 wolnych z obowiązkiem jednej służby zbrojnej. W tym czasie zobowiązani byli do czynszu w wysokości 7,5 łaszta pszenicy i tyle samo żyta, 1 funt wosku i 1 fenig chełmiński. Po rozbiorze Polski rząd pruski zabrał tę wieś i wydał na własność prywatną.
Przy wsi Trękusek, ok. 3 km, na drodze do Szczytna, przez wiele lat funkcjonowała karczma. Po raz pierwszy w dokumentach wymieniana jest w 1680 r. Później była tu leśniczówka, spalona po II wojnie światowej (obecnie leśniczówka Mazuchy mieści się w Kabornie).
W XIX w. Kalborno zapisywane było także pod nazwą Kaborno (wieś w powiecie olsztyńskim, na polskiej Warmii, od dawna własność kapituły warmińskiej. Jeszcze pod koniec XIX w. pola w Kabornie nosi nazwy: Dworznice, Łazówki, Przecze, Stożyska, Kujawy, Krzyżówki, Marchwiaki, Ogrodawki, Bagnówki, Gazówki.